# Mavinakatti, Belgaum
Mavinakatti là một làng thuộc tehsil Belgaum, huyện Belgaum, bang Karnataka, Ấn Độ.